# Толкаевка (село)
Толкаевка — село в Сорочинском городском округе Оренбургской области России.

## География
Село находится в западной части Оренбургской области, в пределах возвышенности Общий Сырт, в степной зоне, на берегах реки Толкаевки, на расстоянии примерно 13 километров (по прямой) к северо-востоку от города Сорочинска, административного центра района. Абсолютная высота — 156 метров над уровнем моря.
Часовой пояс
Село Толкаевка, как и вся Оренбургская область, находится в часовой зоне МСК+2. Смещение применяемого времени относительно UTC составляет +5:00.

## История
До 1 июня 2015 года являлось центром ныне упразднённого Михайловского Второго сельсовета.

## Население
| 2010 | 2012  | 2013 | 2014 |
| ---- | ----- | ---- | ---- |
| 1013 | ↘1004 | ↘981 | ↘978 |

Половой состав
По данным Всероссийской переписи населения 2010 года в половой структуре населения мужчины составляли 48,7 %, женщины — соответственно 51,3 %.
Национальный состав
Согласно результатам переписи 2002 года, в национальной структуре населения русские составляли 83 % из 1115 чел.